# Туркестанские тигры свободы
Туркестанские тигры свободы, также известные как Движение за Южный Туркестан или Волки Джаузджана — боевая организация, выступающая за независимость тюркских народов и племен, проживающих в Афганском Туркестане. Члены организации, согласно некоторым источникам, являются последователями Яра Мохаммада Дустума, сына генерала Абдул-Рашида Дустума, лидера Национального исламского движения Афганистана. 29 июня 2022 года группа боевиков объявила о создании организации в одноминутном видеоролике, распространенном в Интернете. Командир группы объясняет в ролике, что они будут бороться с талибами и защищать права тюркских народов. Группа состоит из уйгуров, Хазарейцв, узбеков, туркмен, татар и других тюркских народов Афганистана. 
Организация начала свою деятельность 8 февраля 2022 года с нападения на контрольно-пропускной пункт талибов в районе Кара-Кинт города Шибарган. В результате нападения четверо талибов были убиты, еще двое ранены. После окончания столкновения нападавшие написали на стене блокпоста слова «Да здравствуют Туркестанские тигры свободы» и скрылись с территории. Считается, что организация действует в провинциях Джаузджан и Фарьяб в Афганистане. Некоторые эксперты предполагают, что организацию спонсируют турецкие спецслужбы.
Несмотря на заявленные цели, «Туркестанские тигры свободы» не продемонстрировали способности совершать серьезные нападения на правительство Талибана или проводить крупномасштабные операции. Основная цель заключается лишь в суверенитете Южного Туркестана.